# カイザースラウテルン中央駅

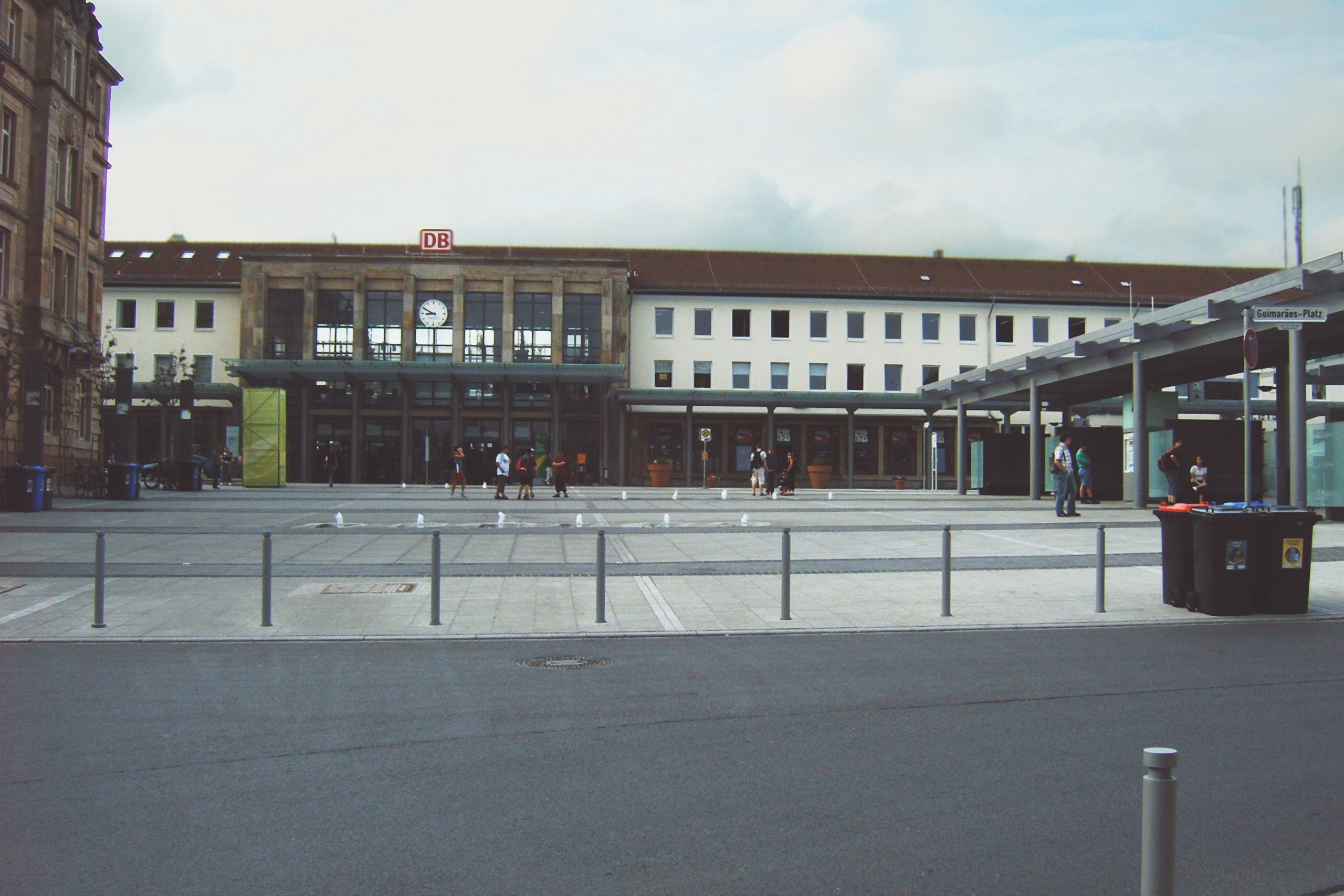
カイザースラウテルン中央駅

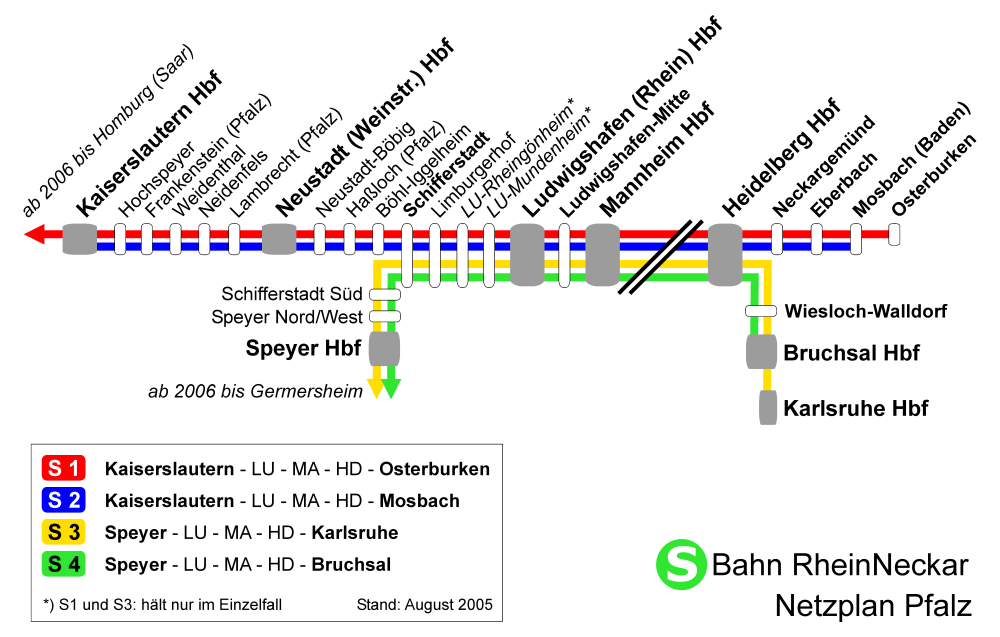
Sバーンの路線図

カイザースラウテルン中央駅 (カイザースラウテルンちゅうおうえき、ドイツ語: Kaiserslautern Hauptbahnhof) は、ドイツの都市カイザースラウテルンにある鉄道駅。

## 概要
1848年、街よりやや西方のホムブルクと結ぶ鉄道が開通したのが駅の起源である。現在はICE、IC停車駅として、ラインラント＝プファルツ州の鉄道交通において重要な役割を果たしており、2007年開通予定のRhealys（ラインラント、アルザスなどを経由してパリまで通じる高速鉄道）の予定路線にも組み込まれている。
マンハイムやザールブリュッケン（ザールラント州の州都）までICで45分程度。また、フランクフルト・アム・マインとザールブリュッケンを結ぶICEがカイザースラウテルンに停車する。ICEを用いれば、フランクフルトに1時間45分程度で到達することができる。
通勤電車（Sバーン）はルートヴィヒスハーフェン・アム・ラインや、隣州のバーデン＝ヴュルテンベルク州のマンハイム、ハイデルベルクと共に、ライン・ネッカー地区のネットワークに組み込まれている。